# Mallerenga cuallarga galtablanca
La mallerenga cuallarga galtablanca (Aegithalos leucogenys) és una espècie d'ocell de la família dels egitàlids (Aegithalidae). Habita els boscos alpins de l'Himàlaia, a l'est de l'Afganistan, nord del Pakistan i zona limítrofe de l'Índia. El seu estat de conservació es considera de risc mínim.